# Куленти, Ханна
Ханна Куленти (пол. Hanna Kulenty; род. 18 марта 1961, Белосток) — польский композитор современной классической музыки. С 1992 г. она работала и жила как в Варшаве (Польша), так и в Арнеме (Нидерланды).

## Музыкальное образование
После обучения фортепиано в музыкальной школе Кароля Шимановского в Варшаве с 1976 по 1980 год, Куленти училась композиции у Влодзимежа Котонского в Музыкальной академии имени Фридерика Шопена в Варшаве. С 1986 по 1988 года изучала композицию в Королевской консерватории в Гааге. В 1984 и 1988 годах участвовала в Дармштадтских международных летних курсах новой музыки. В 1983 и 1990 годах она участвовала в Международных курсах для молодых композиторов в Казимеже.

## Основные направления деятельности
С 1989 года Куленти работала вольнонаёмным композитором и получала многочисленные комиссии и стипендии. Она написала две оперы и двенадцать произведений для оркестра. Анна Куленти – автор многочисленных произведений для сольных инструментов и камерных групп. В течение 1990 года она была приглашенным композитором в Немецкой службе академических обменов в Берлине. В 1998 году её пригласили в качестве лектора в трёх университетах Лос-Анджелеса. С 1999 по 2000 года она была композитором в Хэт Гелдерсе Оркесте в Нидерландах. В ноябре 2000 года в Кёльне был организован концерт (вышел на компакт-диске "Arcs & Circles"). Она читала лекции на фестивале в Сан-Франциско и в Торонто в 2005 году. В 2007 году Кулента была приглашённым профессором в Музыкальной академии в Барселоне.
Она была членом жюри во время Мюнхенской биеннале в 1995 году, во время конкурса на получение Международной премии композиторов имени Гаудеамуса 2002 года В Амстердаме, во время 9-го Международного конкурса композиторов Казимежа Сероцкого в Варшаве (2003 г.), во время Международного конкурса новой камерной оперы "Орфей-Лучано Берио 2003-2004" в Сполето, в 2005 и 2007 во время Международного конкурса современной камерной музыки в Кракове.

## Стиль и техника композиции
"Музыка Ханны Куленти пронизана образами органического преобразования и роста. Интуитивное формирование развивающихся звуковых паттернов, расширенных фраз и богато детализированных текстур в этих произведениях является результатом оригинальной композиционной техники Куленти, которую она называет «полифонией арок» или «арок». Работы включают в себя множество слоев одновременных «арок», которые могут начинаться в разных точках своих траекторий и проходить с разной скоростью.
Ее композиционный стиль развился за годы, прошедшие после её блестящего оркестрового дебюта Ad Unum, мощного, диссонирующего, драматического и хорошо продуманного исследования схождения к музыкальному единству. С тех пор любимым средством Куленти стал симфонический оркестр.
На протяжении 1990-х годов композитор выработал оригинальную версию «постминималистского» стиля, характеризующуюся сокращением количества и плотности музыкальных слоев по сравнению с более ранним, насыщенным и драматичным стилем «полифонии арок». Она назвала этот стиль своей версией «европейской транс-музыки». Куленти в этот период редко использовала резкие текстурные вырезы и сдвиги. Вместо этого она часто строила свои композиции как единые мощные арки, медленно развивающиеся во времени, постепенно увеличивая интенсивность своих захватывающих эмоций.
Ее склонность к музыкальному драматизму и острота эмоций нашли подходящее выражение в ее сценической музыке. «Интуитивный конструктивизм» в сочетании с повышенной эмоциональной напряженностью её музыки хорошо подходит для освещения драматических ситуаций. Владение временем Куленти и её способность структурировать свой музыкальный материал в слои, неумолимо и неизбежно движущиеся к мощным кульминационным моментам, привносят симфоническое измерение в другие её театральные композиции.
Новейший композиционный приём Куленти «полифония временных измерений» подчеркивает цикличность времени и одновременность временных событий, происходящих в разных временных плоскостях".

## Награды
В 1985 году Куленти была удостоена второй премии Европейского конкурса молодых композиторов, организованного в Амстердаме, за Ad Unum для оркестра.
В 1987 году она была удостоена премии Станислава Выспянского (2-й степени). В том же году она была удостоена второй премии Конкурса молодых композиторов Союза польских композиторов за Ride для 6 перкуссионистов (1987).
Она также была удостоена призов на конкурсе композиторов Варшавского отделения Союза польских композиторов.
В 2003 году ее композиция Trumpet Concerto (2002) получила первую премию на 50-м Международной трибуне композиторов, за что она получила медаль Моцарта ЮНЕСКО от Международного музыкального совета.

## Про выступления
Композиции Куленти были представлены на фестивалях по всему миру, таких как Фестиваль современной музыки в Хаддерсфилде, Музыкальный фестиваль Шлезвиг-Гольштейна, Мюнхенская биеннале, «Варшавская осень» и Musica Polonica Nova. Её многочисленные оркестровые произведения исполнялись симфоническими оркестрами Нидерландов (Филармонический оркестр Нидерландского радио), Дании (Датский национальный симфонический оркестр), Польши и Германии (Немецкий симфонический оркестр Берлина) под управлением таких дирижеров, как Давид Порселейн, Антоний Вит, Петер Хирш, Петер Этвёш, Инго Мецмахер, Ренато Риволта и Рональд Зольман. Её произведения исполняли такие солисты, как Изабель ван Кеулен, Элизабет Хойнацка, Кшиштоф Бонковски, Марко Блаув и Франк Петерс, а также голландский ансамбль «De Ereprijs», который несколько раз поручал ей писать пьесы. В 2008 году «Кронос-квартет» исполнил её струнный квартет № 4. После успеха её оперы «Мать чернокрылых снов» на Мюнхенской биеннале 1996 года её стали считать «одной из ведущих фигур на сцене польских композиторов».